# Järvenpää

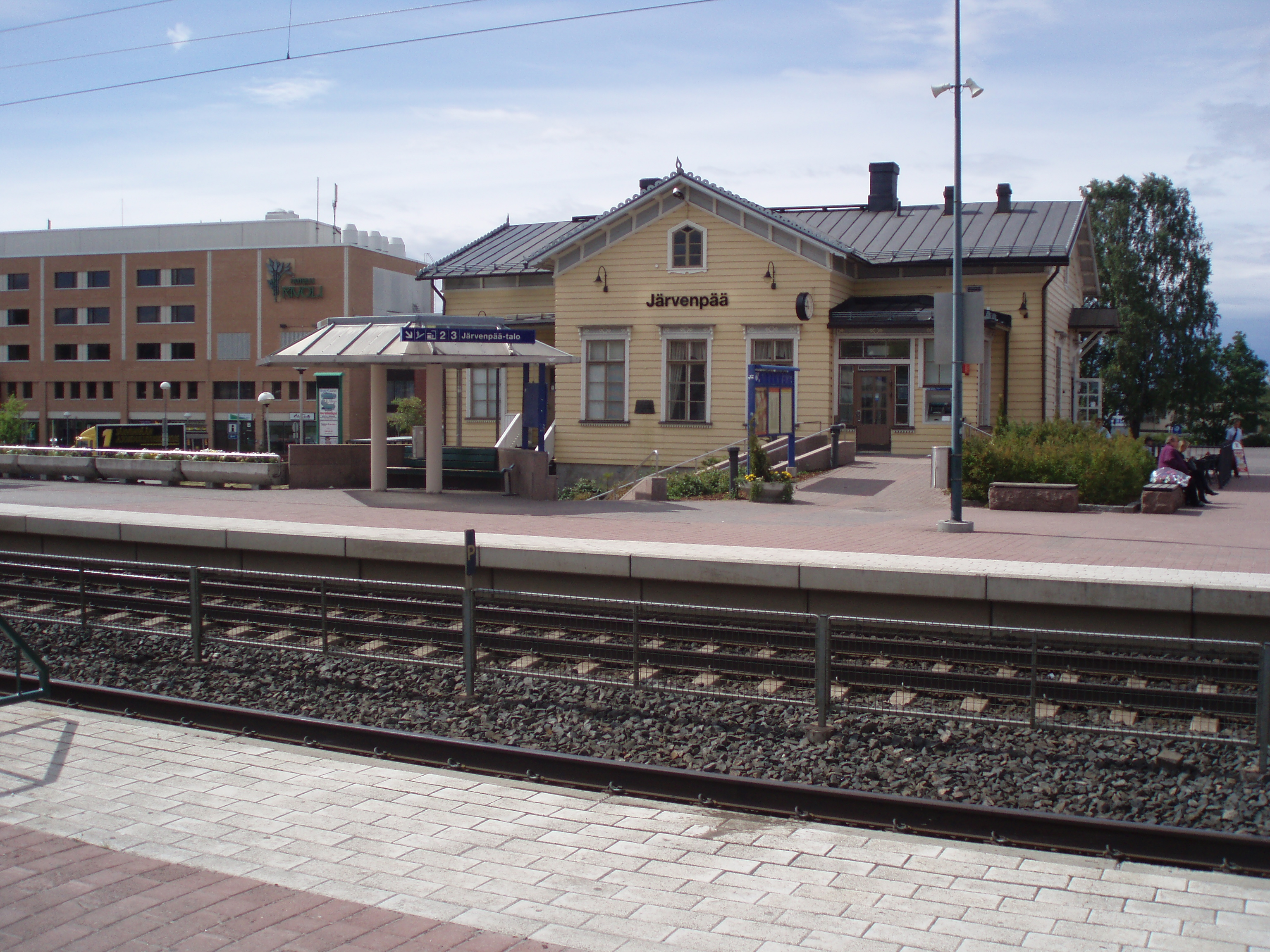
Bahnhof von Järvenpää

Järvenpää [ˈjærʋemˌpæː] (schwed. Träskända) [ˈtrɛskˌɛnda] ist eine Stadt in der südfinnischen Landschaft Uusimaa.
Mit 45.630 Einwohnern (Stand 31. Dezember 2022) und einer Fläche von knapp 40 km² ist Järvenpää eine der am dichtesten besiedelten Städte Finnlands. Järvenpää ist einsprachig finnischsprachig.

## Geographie
Sowohl die finnische als die schwedische Namensform bedeutet wörtlich „See-Ende“ und weist auf die Lage Järvenpääs am Ende des länglichen Sees Tuusulanjärvi hin. Die Stadt gehört zur Region Helsinki und liegt 37 km nördlich der finnischen Hauptstadt.

## Geschichte
Bis 1951 gehörte Järvenpää zum Nachbarort Tuusula am anderen Ende des Tuusulanjärvi. Seit 1967 ist Järvenpää eine Stadt. 

## Bevölkerungsentwicklung
Die Entwicklung der Einwohnerzahl von Järvenpää:
| Jahr | Einwohner |
| 1980 | 23.281    |
| 1985 | 27.220    |
| 1990 | 31.525    |
| 1995 | 34.436    |

| Jahr | Einwohner |
| 2000 | 35.915    |
| 2005 | 37.505    |
| 2010 | 38.680    |
| 2012 | 39.646    |

## Kultur und Sehenswürdigkeiten
Um 1900 zog Järvenpää zahlreiche Künstler an. Der Komponist Jean Sibelius lebte von 1904 bis zu seinem Tod 1957 in der Villa Ainola zwei Kilometer südlich des Stadtzentrums und komponierte dort fünf seiner sieben Symphonien. Heute ist das nach Sibelius’ Frau Aino benannte Haus ein Museum. 
Der Schriftsteller Juhani Aho lebte ebenso wie der Kunstmaler Eero Järnefelt am Ufer des Tuusulanjärvi. 
Auf der gegenüberliegenden Seite des Sees befindet sich die von Alvar Aalto erbaute Villa des Komponisten Joonas Kokkonen. Dem Wirken der Künstlerkolonie in Järvenpää widmet sich das 1992 eröffnete Kunstmuseum.

## Verkehr
Mit den mehrmals stündlich verkehrenden Zügen des Schienennahverkehrs in der Region Helsinki kann der Hauptbahnhof von Helsinki in einer halben Stunde erreicht werden. Neben dem Bahnhof Järvenpää befinden sich in der Stadt die Bahnhöfe Saunakallio, Ainola und Haarajoki (im Nordosten der Stadt, bedient durch Linie Z). Die Autobahn von Helsinki nach Lahti, ein Teil der Staatsstraße 4 (E 75), führt östlich an Järvenpää vorbei. Wegen der günstigen Verkehrsverbindungen ziehen viele Menschen, die in Helsinki arbeiten, nach Järvenpää. Dadurch wächst die Einwohnerzahl der Stadt kontinuierlich an.

## Städtepartnerschaften
- Buchholz in der Nordheide, Deutschland
- Lørenskog, Norwegen
- Täby, Schweden
- Rødovre, Dänemark
- Vác, Ungarn
- Wolchow, Russland
- Pasadena, USA
- Landkreis Jõgeva, Estland

## Söhne und Töchter der Stadt
- Jarmo Jokinen (1957–1987), Tischtennisspieler
- Samuli Aro (* 1975), Motorradsportler und vierfacher Enduroweltmeister
- Eero Somervuori (* 1979), Eishockeyspieler
- Jukka Haavisto (* 1981), Fusionmusiker
- Hannu Patronen (* 1984), Fußballspieler
- Tomi Nybäck (* 1985), Schachspieler
- Senna Vodzogbe (* 1994), Schauspielerin
- Jami Äijänen (* 1996), Squashspieler
- Tero Seppälä (* 1996), Biathlet
- Miko Äijänen (* 1997), Squashspieler
- Santeri Hostikka (* 1997), Fußballspieler
- Anssi Suhonen (* 2001), Fußballspieler